# Michael McGoldrick
Michael McGoldrick, detto Mike (Manchester, 26 novembre 1971), è un polistrumentista e compositore britannico di origine irlandese, componente dei Capercaillie.

## Stile
È un virtuoso del low whistle, delle uillean pipes, dell'Irish flute e del tin whistle, anche se in alcune tracce dei suoi album si cimenta anche con altri strumenti come la chitarra, il mandolino e il bodhrán.

## Biografia
Fondatore del gruppo di musica tradizionale anglo-irlandese dei Flook, inizialmente chiamati Fluke, McGoldrick ha ricevuto numerosi premi, tra cui alcuni riconoscimenti annuali della BBC. Personalità eminente nell'ambito del panorama musicale folk, ha conseguito popolarità internazionale anche come solista nonché come membro dei Lúnasa e del collettivo mancuniano Toss the Feathers. Oltre ad aver collaborato con Mark Knopfler e Kate Rusby, il polistrumentista ha preso parte al progetto Ceol Tacsi, che ha riunito numerosi artisti britannici e irlandesi per scopi benefici.
Fra i suoi album solisti, Morning Rory e At First Light – rispettivamente del 1996 e del 2001 – si distinguono per un impianto più fedele agli stilemi tradizionali della musica celtica, a differenza di Fused (2000), Wired (2005) e Aurora (2010), che presentano notevoli innovazioni: Fused, in particolar modo, aprì un nuovo fronte della musica celtica e del celtic fusion, introducendo elementi moderni con la coesistenza di strumenti folk come le uillean pipes e il low whistle e di strumenti di maggiore popolarità a livello internazionale come la chitarra elettrica, la tromba jazz e i sintetizzatori.

## Discografia

### Solista
- Morning Rory (1996)
- Fused (2000)
- At First Light (con John McSherry, 2001)
- Wired (2005)
- Aurora (2010)
- Live (con John McCusker e John Doyle, 2012)
- The Wishing Tree (con John McCusker e John Doyle, 2018)
- Arc (2018)
- Waterman’s Live EP (2020)[1]